# Pińczów
Pińczów là một thị trấn thuộc huyện Pińczowski, tỉnh Świętokrzyskie ở trung tâm Ba Lan. Thị trấn có diện tích 14 km². Đến ngày 1 tháng 1 năm 2011, dân số của thị trấn là 11303 người và mật độ 789 người/km².